# Misericordia et misera
Misericordia et misera (La miseria e la misericordia)  è una lettera apostolica di papa Francesco pubblicata a Roma il 21 novembre 2016, nel suo IV anno di pontificato, alla chiusura del Giubileo straordinario della Misericordia. Il titolo del documento è desunto da una frase usata da Sant'Agostino per commentare l'incontro tra Gesù e l'adultera.

## Novità pastorali e canoniche
La Lettera Apostolica porta con sé delle novità che modificheranno alcuni punti del diritto canonico, del calendario liturgico, della Pastorale di evangelizzazione e sacramentale:
- prosegue la celebrazione dell’iniziativa di nuova evangelizzazione delle 24 ore per il Signore;
- i Missionari della misericordia proseguono il loro servizio con le facoltà riservate alla Sede Apostolica e trasmesse dal Papa ad alcuni sacerdoti nel Mondo che saranno guidati dal Pontificio consiglio per la promozione della nuova evangelizzazione;
- tutti i sacerdoti potranno assolvere il peccato di aborto finora rilevato ai Vescovi, ai Canonici e a chi aveva la delega dal proprio ordinario;
- la possibilità per i fedeli che frequentano le chiese officiate dai sacerdoti della Fraternità sacerdotale San Pio X di ricevere validamente e lecitamente l’assoluzione sacramentale dei loro peccati;
- istituisce per tutta la Chiesa la Giornata mondiale dei poveri, nella XXXIII Domenica del Tempo Ordinario.